# Буренсбери
Буренсбери (на шведски: Borensberg) е град в югоизточна Швеция, лен Йостерйотланд, община Мутала. Разположен е на северния бряг на езерото Бурен. Намира се на около 230 km на югозапад от столицата Стокхолм и на около 30 km на северозапад от Линшьопинг. Основан е на 17 април 1307 г. под името Хусбюфьол. Населението на града е 3003 жители, по приблизителна оценка от декември 2017 г.